# Copa Fraternidad 1982
La Copa Fraternidad 1982 fue la decimosegunda edición de la Copa Fraternidad Centroamericana, torneo de fútbol a nivel de clubes de Centroamérica avalado por la Concacaf y que contó con la participación de ocho equipos de la región, cuatro menos que en la edición anterior.
El Real España de Honduras venció al Xelajú Mario Camposeco de Guatemala para ganar el título por segunda vez y el tercero de manera consecutiva para Honduras.

## Equipos participantes
En cursiva los equipos debutantes en el torneo.
| País                | Equipo                                     | Vía de clasificación |
| ------------------- | ------------------------------------------ | --- |
| Honduras 4 cupos    | Vida Atlético Morazán Marathón Real España | Campeón de la Liga Nacional 1981 Subcampeón de la Liga Nacional 1981 Tercero de la Liga Nacional 1981 Sexto de la Liga Nacional 1981 |
| Guatemala 2 cupos   | Comunicaciones Xelajú M.C.                 | Campeón de la Liga Nacional 1981 Subcampeón de la Liga Nacional 1981                                                                 |
| El Salvador 2 cupos | FAS Independiente                          | Campeón de la Primera División 1981 Subcampeón de la Primera División 1981                                                           |

## Cuadro de desarrollo
|  | Cuartos de final | Cuartos de final | Cuartos de final |   |           | Semifinales | Semifinales | Semifinales |  |  | Final                   | Final | Final |
|  |                  |                  |                  |   |           |             |             |             |  |  | 28 de abril - 5 de mayo |       |       |
|  |                  |                  |                  |   |           |             |             |             |  |  |                         |       |       |
|  | FAS              | 0                | 3                |   |           |             |             |             |  |  |                         |       |       |
|  | Atlético Morazán | 0                | 2                |   |           |             |             |             |  |  |                         |       |       |
|  | Atlético Morazán | 0                | 2                |   | FAS       | 0           | 1           |             |  |  |                         |       |       |
|  |                  |                  |                  |   | FAS       | 0           | 1           |             |  |  |                         |       |       |
|  |                  | Real España      | 3                | 0 |           |             |             |             |  |  |                         |       |       |
|  | Comunicaciones   | Real España      | 3                | 0 | 2         | 0           |             |             |  |  |                         |       |       |
|  | Comunicaciones   |                  |                  |   | 2         | 0           |             |             |  |  |                         |       |       |
|  | Real España      | 1                | 2                |   |           |             |             |             |  |  |                         |       |       |
|  |                  |                  |                  |   |           |             |             |             |  |  | Real España             | 2     | 0     |
|  |                  |                  | Xelajú MC        | 1 | 0         |             |             |             |  |  |                         |       |       |
|  | Xelajú MC        | 2                | 1                |   |           |             |             |             |  |  |                         |       |       |
|  | Marathón         | 0                | 1                |   |           |             |             |             |  |  |                         |       |       |
|  | Marathón         | 0                | 1                |   | Xelajú MC | 0           | 2           |             |  |  |                         |       |       |
|  |                  |                  |                  |   | Xelajú MC | 0           | 2           |             |  |  |                         |       |       |
|  |                  | Vida             | 0                | 0 |           |             |             |             |  |  |                         |       |       |
|  | Vida             | Vida             | 0                | 0 | 2         | 1           |             |             |  |  |                         |       |       |
|  | Vida             |                  |                  |   | 2         | 1           |             |             |  |  |                         |       |       |
|  | Independiente    | 1                | 0                |   |           |             |             |             |  |  |                         |       |       |

## Cuartos de final

### FAS - Atlético Morazán
| 1982 | Atlético Morazán | 0:0 | FAS | Estadio Francisco Morazán, San Pedro Sula |  |

| 1982 | FAS | 3:2 (Global 3:2) | Atlético Morazán | Estadio Óscar Quiteño, Santa Ana |  |

### Real España - Comunicaciones
| 7 de febrero de 1982 | Real España | 1:2 | Comunicaciones      | Estadio Francisco Morazán, San Pedro Sula |  |
|                      | Costly      |     | Fernández · Ramírez |                                           |  |

| 10 de febrero de 1982 | Comunicaciones | 0:2 (Global 2:3) | Real España | Estadio Mateo Flores, Ciudad de Guatemala |  |
|                       |                |                  | Mathews     |                                           |  |

### Xelajú Mario Camposeco - Marathón
| 1982 | Xelajú Mario Camposeco | 2:0 | Marathón | Estadio Mario Camposeco, Quetzaltenango |  |

| 10 de febrero de 1982 | Marathón | 1:1 (Global 1:3) | Xelajú Mario Camposeco | Estadio Francisco Morazán, San Pedro Sula |  |
|                       | Peña     |                  | Quintanilla            |                                           |  |

### Vida - Independiente
| 1982 | Vida | 2:1 | Independiente | Estadio Nacional, Tegucigalpa |  |

| 1982 | Independiente | 0:1 (Global 1:3) | Vida | Estadio Jiboa, San Vicente |  |

## Semifinales

### Real España - FAS
| 3 de marzo de 1982 | Real España                | 3:0 | FAS | Estadio Francisco Morazán, San Pedro Sula |  |
|                    | Contreras · Recinos (a.g.) |     |     |                                           |  |

| 10 de marzo de 1982 | FAS      | 1:0 (Global 1:3) | Real España | Estadio Óscar Quiteño, Santa Ana |  |
|                     | González |                  |             |                                  |  |

### Xelajú Mario Camposeco - Vida
| 1982 | Vida | 0:0 | Xelajú Mario Camposeco | Estadio Nacional, Tegucigalpa |  |

| 1982 | Xelajú Mario Camposeco | 2:0 (Global 2:0) | Vida | Estadio Mario Camposeco, Quetzaltenango |  |

## Final

### Ida
| 28 de abril de 1982 | Real España        | 2:1 | Xelajú M.C. | Estadio Francisco Morazán, San Pedro Sula |  |
|                     | Contreras · Yubini |     | Quintanilla |                                           |  |

### Vuelta
| 5 de mayo de 1982 | Xelajú M.C. | 0:0 (Global 1:2) | Real España | Estadio Mario Camposeco, Quetzaltenango |  |
|                   |             |                  |             | Árbitro(s): Félix Gómez                 |  |

|            | POR        | Ricardo Piccinini    |       |
|            | DEF        | Jorge Suárez         |       |
|            | DEF        | Sergio Marroquín     |       |
|            | DEF        | Romeo Tello          |       |
|            | DEF        | Wilfredo Barrientos  |       |
|            | MED        | Eduardo Santana      |       |
|            | MED        | Carlos Aguirre       |       |
|            | MED        | Mauricio Quintanilla |       |
|            | DEL        | Víctor Méndez        | Salió |
|            | DEL        | Oswaldo Morales      |       |
|            | DEL        | René Morales         |       |
| Entrenador | Entrenador | Orlando de León      |       |

|            | POR        | Erasmo Guerrero          |       |
|            | DEF        | Edy Contreras            |       |
|            | DEF        | Mark Valentine           |       |
|            | DEF        | Víctor Salgado           |       |
|            | DEF        | Rolando Barahona         |       |
|            | MED        | Roger Chavarría          |       |
|            | MED        | Juan Carlos Espinoza     |       |
|            | MED        | Alberto Centurión        |       |
|            | DEL        | Carlos Orlando Caballero |       |
|            | DEL        | Miguel Mathews           |       |
|            | DEL        | Mario Yubini             | Salió |
| Entrenador | Entrenador | Marvin Rodríguez         |       |

|  | DEL | Miguel Ángel Pérez | Entró |

|  | DEL | Javier Chavarría | Entró |

| Árbitro             | Félix Gómez        |
| Árbitros asistentes | José Manuel Andino |
|                     | Jorge Irías        |

|            | POR        | Ricardo Piccinini    |       |
|            | DEF        | Jorge Suárez         |       |
|            | DEF        | Sergio Marroquín     |       |
|            | DEF        | Romeo Tello          |       |
|            | DEF        | Wilfredo Barrientos  |       |
|            | MED        | Eduardo Santana      |       |
|            | MED        | Carlos Aguirre       |       |
|            | MED        | Mauricio Quintanilla |       |
|            | DEL        | Víctor Méndez        | Salió |
|            | DEL        | Oswaldo Morales      |       |
|            | DEL        | René Morales         |       |
| Entrenador | Entrenador | Orlando de León      |       |

|            | POR        | Erasmo Guerrero          |       |
|            | DEF        | Edy Contreras            |       |
|            | DEF        | Mark Valentine           |       |
|            | DEF        | Víctor Salgado           |       |
|            | DEF        | Rolando Barahona         |       |
|            | MED        | Roger Chavarría          |       |
|            | MED        | Juan Carlos Espinoza     |       |
|            | MED        | Alberto Centurión        |       |
|            | DEL        | Carlos Orlando Caballero |       |
|            | DEL        | Miguel Mathews           |       |
|            | DEL        | Mario Yubini             | Salió |
| Entrenador | Entrenador | Marvin Rodríguez         |       |

|  | DEL | Miguel Ángel Pérez | Entró |

|  | DEL | Javier Chavarría | Entró |

| Árbitro             | Félix Gómez        |
| Árbitros asistentes | José Manuel Andino |
|                     | Jorge Irías        |

## Campeón
Real C.D. España

Campeón
2º título